# Höfstetten (Wieseth)
Höfstetten ist ein Gemeindeteil der Gemeinde Wieseth im Landkreis Ansbach (Mittelfranken, Bayern). Höfstetten liegt in der Gemarkung Wieseth.

## Geografie
Durch den Weiler fließt der Höfstettergraben, der 0,5 km weiter östlich zahlreiche Weiher speist und als linker Zufluss in den Pflatterbach mündet, einen rechten Zufluss der Wieseth. Im Norden grenzt das Straßenfeld an, 0,5 km südwestlich liegt das Flurgebiet Grundwasen. Eine Gemeindeverbindungsstraße führt nach Untermosbach (0,6 km südlich) bzw. die Staatsstraße 2222 kreuzend nach Ammonschönbronn (1,3 km nördlich).

## Geschichte
Höfstetten lag im Fraischbezirk des ansbachischen Oberamtes Feuchtwangen. 1732 bestand der Ort aus 4 Anwesen. Grundherren waren das Verwalteramt Forndorf (1 Gütlein) und das Verwalteramt Waizendorf (2 Höfe). 1 Gütlein war freieigen. An diesen Verhältnissen änderte sich bis zum Ende des Alten Reiches nichts. Von 1797 bis 1808 unterstand der Ort dem Justiz- und Kammeramt Feuchtwangen. 
Mit dem Gemeindeedikt (frühes 19. Jahrhundert) wurde Höfstetten dem Steuerdistrikt und Ruralgemeinde Wieseth zugeordnet.

### Einwohnerentwicklung
| Jahr      | 001818 | 001840 | 001861 | 001871 | 001885 | 001900 | 001925 | 001950 | 001961 | 001970 | 001987 | 002006 |
| Einwohner | 45     | 30     | 32     | 26     | 28     | 29     | 24     | 40     | 31     | 35     | 25     | 21     |
| Häuser    | 6      | 4      |        |        | 6      | 6      | 6      | 11     | 6      |        | 5      |        |
| Quelle    | [ 9 ]  | [ 10 ] | [ 11 ] | [ 12 ] | [ 13 ] | [ 14 ] | [ 15 ] | [ 16 ] | [ 17 ] | [ 18 ] | [ 19 ] | [ 1 ]  |

## Religion
Der Ort ist seit der Reformation evangelisch-lutherisch geprägt und bis heute nach St. Wenzeslaus (Wieseth) gepfarrt. Die Einwohner römisch-katholischer Konfession waren ursprünglich nach St. Laurentius (Großenried) gepfarrt, heute ist die Pfarrei Herz Jesu (Bechhofen) zuständig.